# Sawkudz Dzarasow
Sawkudz Dzabojewicz Dzarasow (ros. Савкудз Дзабоевич Дзарасов; ur. 5 stycznia 1930 w Zilgi w Osetii Północnej, zm. 12 lipca 1990 w Petersburgu) – radziecki zapaśnik, osetyjskiego pochodzenia, walczący w stylu wolnym. Brązowy medalista olimpijski z Rzymu 1960, w kategorii plus 87 kg.
Brązowy medalista mistrzostw świata w 1959 roku.
Mistrz ZSRR w 1958 i 1959; drugi w 1952 i 1961; trzeci w 1960 roku. Zakończył karierę w 1963 roku. Działacz sportowy. Odznaczony medalem „Za pracowniczą wybitność” i „Za pracowniczą dzielność”.